# Acacia giraffa
Acacia giraffa é uma espécie de leguminosa do gênero Acacia, pertencente à família Fabaceae.